# Браччи, Франческо
Франческо Браччи (итал. Francesco Bracci; 5 ноября 1879, Виньянелло, королевство Италия — 24 марта 1967, Ватикан) — итальянский куриальный кардинал. Секретарь Священной Конгрегации дисциплины таинств с 30 декабря 1935 по 15 декабря 1958. Титулярный архиепископ Идассы с 5 по 19 апреля 1962. Кардинал-дьякон с 15 декабря 1958, с титулярной диаконией Сан-Чезарео-ин-Палатио с 18 декабря 1958.